# Corzoneso
Corzoneso è una frazione di 506 abitanti del comune svizzero di Acquarossa, nel Canton Ticino (distretto di Blenio).

## Storia

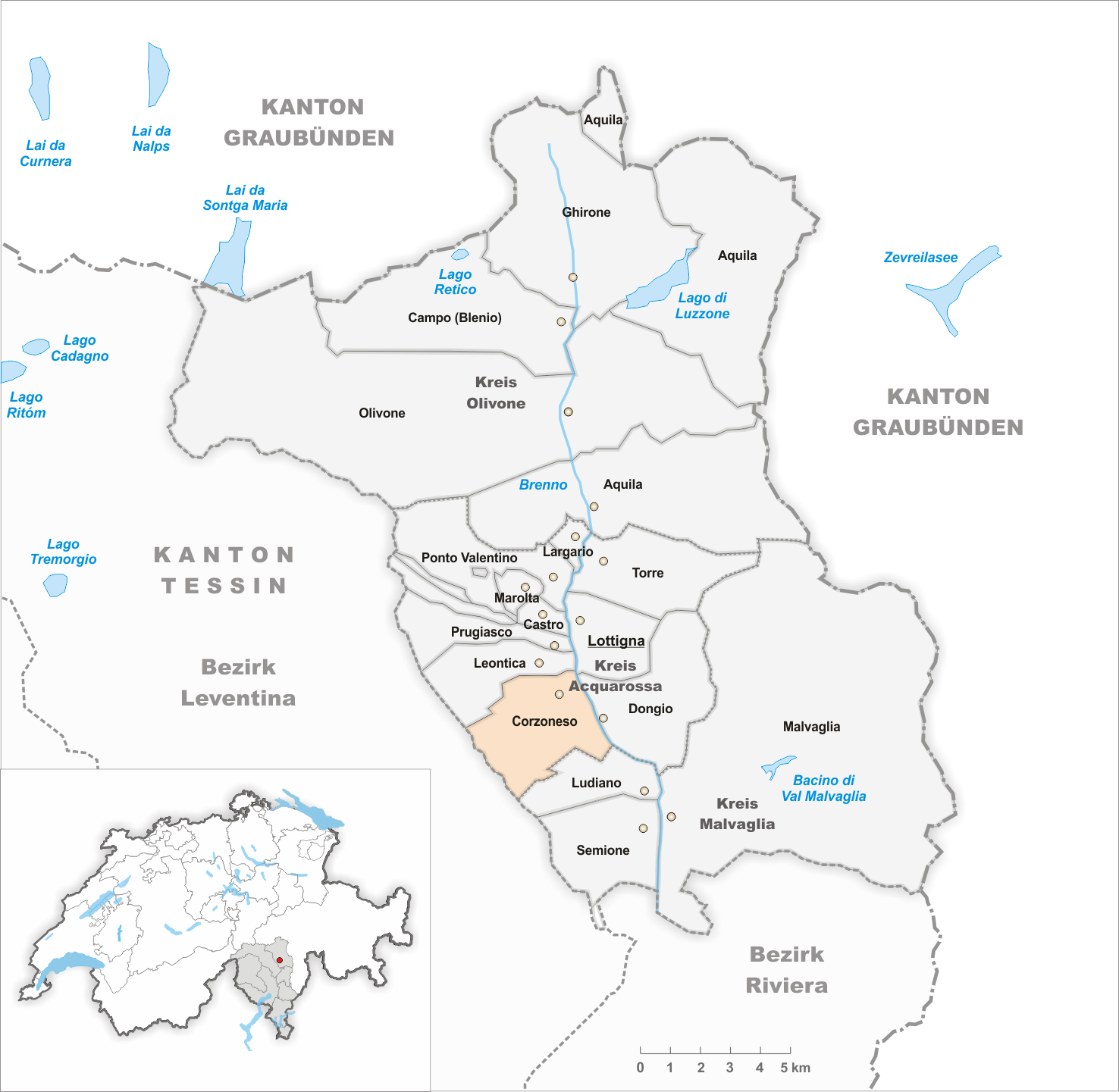
Il territorio del comune di Corzoneso prima degli accorpamenti comunali del 2004

Fino al 3 aprile 2004 è stato un comune autonomo che si estendeva per 11,54 km²; il 4 aprile 2004 è stato accorpato agli altri comuni soppressi di Castro, Dongio, Largario, Leontica, Lottigna, Marolta, Ponto Valentino e Prugiasco per formare il nuovo comune di Acquarossa.
Nell'inverno 1950-1951, una valanga si spinse fino a ridosso dell'abitato di Corzoneso.

## Monumenti e luoghi d'interesse
- Chiesa parrocchiale dei Santi Nazario e Celso, attestata nel 1211[2][3];
- Chiesa di San Remigio in località Boscero, attestata nel 1249[2];
- Oratorio di Santa Maria in località Monastero a Corzoneso Piano;
- Oratorio dei Santi Bernardino da Siena e Giovanni Battista in località Pozzo, attestata nel 1567[senza fonte]

## Società

### Evoluzione demografica
L'evoluzione demografica è riportata nella seguente tabella:
Abitanti censiti

## Infrastrutture e trasporti
Dal 1911 al 1973 il comune è stato servito dalla stazione di Corzoneso della ferrovia Biasca-Acquarossa.

## Amministrazione
Ogni famiglia originaria del luogo fa parte del cosiddetto comune patriziale e ha la responsabilità della manutenzione di ogni bene ricadente all'interno dei confini della frazione.